# Elephant Moraine
Elephant Moraine är en kulle i Antarktis. Den ligger i Östantarktis. Australien gör anspråk på området. Toppen på Elephant Moraine är 2 094 meter över havet, eller 23 meter över den omgivande terrängen. Bredden vid basen är 1,3 km.
Terrängen runt Elephant Moraine är huvudsakligen en högslätt. Trakten är obefolkad. Det finns inga samhällen i närheten.